# Butterfield
Butterfield es un lugar designado por el censo ubicado en el condado de El Paso en el estado estadounidense de Texas. En el Censo de 2010 tenía una población de 114 habitantes y una densidad poblacional de 13,58 personas por km².

## Geografía
Butterfield se encuentra ubicado en las coordenadas 31°50′33″N 106°4′56″O / 31.84250, -106.08222. Según la Oficina del Censo de los Estados Unidos, Butterfield tiene una superficie total de 8.39 km², de la cual 8.39 km² corresponden a tierra firme y (0%) 0 km² es agua.

## Demografía
Según el censo de 2010, había 114 personas residiendo en Butterfield. La densidad de población era de 13,58 hab./km². De los 114 habitantes, Butterfield estaba compuesto por el 92.98% blancos, el 0% eran afroamericanos, el 0% eran amerindios, el 0% eran asiáticos, el 0% eran isleños del Pacífico, el 7.02% eran de otras razas y el 0% pertenecían a dos o más razas. Del total de la población el 92.98% eran hispanos o latinos de cualquier raza.

## Educación
El Distrito Escolar Independiente de Clint gestiona escuelas públicas.